# Cal Valentines de Cellers
Cal Valentines de Cellers és una masia del nucli de Cellers, al municipi de Torà (Solsonès) inclosa a l'Inventari del Patrimoni Arquitectònic de Catalunya.

## Situació
És una de les masies de la vall de la riera de Cellers que s'estén a llevant del nucli urbà de Torà. Com la majoria d'elles s'aixeca al peu de la Serra de Sant Donat, a la solana. S'hi va per la carretera de Cellers (dita també de les Valls) que s'inicia al darrere del camp d'esports i les piscines municipals (41° 48′ 34.09″ N, 1° 24′ 25.76″ E / 41.8094694°N,1.4071556°E). La carretera ressegueix notòriament el marge dret de la riera i, després de deixar a l'esquerre la masia d'Otgers, als 3 km. s'arriba al trencall de Valentines (senyalitzat) (41° 48′ 22.99″ N, 1° 26′ 25.63″ E / 41.8063861°N,1.4404528°E). El mas està 500 metres més enllà.

## Descripció
Edifici que forma part d'una explotació agrícola.
Consta de quatre façanes i tres plantes. A la façana principal (sud) hi ha el portal d'accés en arc rebaixat amb un ràfec a sobre. Tres esglaons condueixen a la porta d'entrada, en pedra i arc de mig punt, una finestra que es troba a la banda esquerra duu a la llinda la data d'una reforma: 1832. A la banda dreta de la porta dues petites obertures, a manera d'espitlleres. Sobre l'arc de la porta d'entrada, una reforma anterior va col·locar un balcó, fent malbé part de les dovelles de l'arc de mig punt. A la seva dreta es troba una finestra i un balcó que no sobresurt del pla de la façana.
A la façana oest, a la segona planta a l'esquerra hi ha una finestra amb llinda de fusta i a la dreta hi ha una finestra coronella, que dona la sensació que sigui posterior a la construcció original. A la darrera planta hi ha una altra finestra. La façana nord està ocupada per plantes enfiladisses. Tot i això s'observen a la part esquerra de la planta baixa, una entrada coberta. A la darrera planta hi ha quatre finestres. A la façana est, a la planta baixa, s'hi annexa un petit edifici. A la planta superior hi ha dues petites finestres.
La coberta és de dos vessants (nord-sud), acabada amb teules.
A uns 6 metres a l'oest de la casa se situa un fresquer, forat que baixa sota terra, utilitzat en èpoques anteriors per a mantenir les begudes i els aliments frescos